# وقت را غنیمت دان آن‌قدر که بتوانی
غزلی با مطلع «وقت را غنیمت دان آن‌قدر که بتوانی»، غزل شمارهٔ ۴۷۳ از دیوانِ حافظ در تصحیحِ محمد قزوینی و قاسم غنی است.

## در اجراها
عبدالوهاب شهیدی در برنامهٔ شمارهٔ ۱۰۳ از مجموعهٔ گل‌های تازه این غزل را در دستگاهِ ماهور اجرا کرده‌است. 
همچنین محمودی خوانساری در برنامهٔ شمارهٔ ۵۴۰ از مجموعهٔ گل‌های رنگارنگ این غزل را در دستگاهِ نوا اجرا کرده‌است.
اکبر گلپایگانی و عبدالوهاب شهیدی نیز در برنامهٔ شمارهٔ ۲۴۴ از مجموعهٔ یک شاخه گل این غزل را به همراه غزل شاهدان گر دلبری زین‌سان کنند در دستگاهِ سه‌گاه اجرا کرده‌اند.